# Aeroportul Moorabbin
Aeroportul Moorabbin (IATA: MBW, ICAO: YMMB) este un aeroport din City of Kingston⁠(d), Victoria, Australia ce deservește zona Melbourne. Aeroportul a fost tranzitat în 2022 de 7.190 de pasageri. A fost deschis în decembrie 1949.
Situat la o altitudine de 17 m, aeroportul dispune de 5 piste.

## Infrastructură

### Piste
Aeroportul dispune de 5 piste: 
- pista 04/22 din asfalt, cu dimensiunile 571 m × 18 m
- pista 13R/31L din asfalt, cu dimensiunile 1.060 m × 18 m
- pista 13L/31R din asfalt, cu dimensiunile 1.149 m × 30 m
- pista 17R/35L din asfalt, cu dimensiunile 1.240 m × 18 m
- pista 17L/35R din asfalt, cu dimensiunile 1.335 m × 30 m